# Wilma Klevinghaus
Wilma Klevinghaus (* 31. März 1924 in St. Alban, Bezirksamt Rockenhausen; † 28. Juni 2023 in Erkrath-Hochdahl) war eine deutsche Autorin von Erzählungen, Gedichten, Liedern und Laienspieltexten oft religiösen Inhalts.

## Biografie
Klevinghaus wurde als erstes Kind des Landwirts Wilhelm Biehn und seiner Frau Elisabeth in St. Alban, einem Dorf bei Rockenhausen in Rheinland-Pfalz, geboren.
Seit ihrer Schulzeit schrieb sie Gedichte, Kurzgeschichten und Erzählungen. Mit 15 Jahren erhielt sie einen ersten Literaturpreis. Von 1942 bis 1945 besuchte sie die Lehrerbildungsanstalt in Speyer und arbeitete von 1945 bis 1951 in verschiedenen nordpfälzischen Orten als Lehrerin.
1951 heiratete sie den evangelischen Pfarrer Paul Klevinghaus und war von 1951 bis 1957 im Sauerland tätig.
Ab 1957 lebte und arbeitete sie in Düsseldorf, seit 1984 in Erkrath bei Düsseldorf.
Neben der Tätigkeit als Lehrerin an einer Hauptschule und dem Engagement für Einwandererkinder und für Amnesty International entstanden zahlreiche Gedichte und Kurzgeschichten, die in Anthologien und Zeitschriften veröffentlicht wurden, sowie einige (Kinder-)Theaterstücke und Erzählungen.
Wilma Klevinghaus war fünffache Mutter. Der Pfarrer Johannes Klevinghaus (1911–1970) war ihr Schwager.
Klevinghaus starb im Juni 2023 im Alter von 99 Jahren.

## Veröffentlichungen
- Am Vaterherzen. Quell-Verlag, Stuttgart 1962.
- Die letzte Schicht. Quell-Verlag, Stuttgart 1964.
- Nikos bunter Luftballon. R. Brockhaus, Wuppertal 1965.
- Weihnachten finde nicht mehr statt! Deutscher Theaterverlag, Weinheim/Bergstraße 1982.
- Lukas in Bethlehem. Deutscher Theaterverlag, Weinheim/Bergstraße 1982.
- Lasst uns das Teilen lernen! Deutscher Theaterverlag, Weinheim/Bergstraße 1984.
- Kurzgeschichte. Amt für Öffentlichkeitsarbeit und Kultur, Mettmann 1986.
- Abschied von Illichen. Jahn und Ernst, Hamburg 1988.
- Schwingen. Verlag Die Blaue Eule, Essen 1993.
- Zwischen Eis und Glut. Verlag Zum Halben Bogen, Göttingen 1995.
- Das Wort aller Worte. Butzon und Bercker, Kevelaer 1998.
- Die Scheune. Norderstedt 2004, ISBN 978-3-8334-1677-4.
- Die Engel sind unter uns. Norderstedt 2004, ISBN 3-8334-0883-9.
- Ausgerechnet an Heiligabend. Johannis, Lahr/Schwarzwald 2009, ISBN 978-3-501-01643-5.
- Beteiligt u. a. an: Wunderbare Überraschung.  Verlag am Eschbach, Eschbach/Markgräflerland 2013.